# 마르쿠스 에그나티우스 루푸스
마르쿠스 에그나티우스 루푸스(Marcus Egnatius Rufus, ? ~ 기원전 19년)는 고대 로마의 원로원 의원이자 아우구스투스 시절의 정치인이었다.
기원전 22년 그는 조영관(아에딜레)로 일하면서 사설 소방대를 만들어 로마 주민들에게 큰 인기를 얻었다. 앞서 마르쿠스 리키니우스 크라수스의 소방대처럼 돈만 받고 일했던 것과 같은 초기 소방대 사업과는 대조적으로, 에그나티우스는 자신이 자금을 댄 600명의 노예로 조직한 사설 소방대를 로마 시민들이 화재 진압에 무료로 사용할 수 있게 개방했다. 로마의 수많은 크고 작은 화재들 때문에 시민들이 골머리를 앓던 와중에 에그나티우스의 이러한 조처는 큰 호응을 얻었고 기존의 규정된 대기 기간을 거치지 않고 기원전 21년 초에 법무관(프라이토르)로 선출될 수 있었다.
기원전 19년 에그나티우스 루푸스는 집정관(콘술)으로 선출되었지만, 아우구스투스의 사주를 받은 집정관 가이우스 센티우스 사투르니누스(Gaius Sentius Saturninus)의 방해를 받았고, 에그나티우스는 아우구스투스에 대한 음모 혐의로 기소되었다. 세네카는 아우구스투스에 대한 여러 음모와 암살 시도 가담자에 그를 포함시켰다. 로마 원로원은 통상적인 절차를 중단하는 긴급조치 '세나투스 콘술툼 울티뭄'(senatus consultum ultimum)을 최종적으로 통과시켰고, 에그나티우스는 그의 추종자들과 함께 투옥되어 처형되고 말았다.
아우구스투스가 에그나티우스를 축출한 것에 대해, 칼 빌헬름 베버(Karl-Wilhelm Weeber)는 사설 소방대 창설로 에그나티우스가 얻은 대중적 인기가 아우구스투스에게는 1인자(프린켑스)인 자신의 지위를 위협할 수 있는 것으로 여겨졌을 것이라고 주장하였다. 그리고 에그나티우스가 죽은 후, 아우구스투스는 600명의 노예로 구성된 자신의 새로운 소방대(이자 야간 경비대) 비길레스(Vigiles)를 만들었고, 이후 기원전 7-6년에 소방대는 3,500명의 자유인(해방노예)들로 구성되었으며, 그들은 각각 500명씩의 7개의 코호트로 나뉘어져 프라에펙투스 비길룸(praefectus vigilum)에 속하게 되었다. 200년경 비길레스의 수는 7000명으로 두 배가 되었다.

## 참고 자료
- Ph. Badot: A propos de la conspiration de M. Egnatius Rufus. In: Latomus. 32, 1977, p. 606–615.